# Santi Millán
Santiago Millán Montes (Barcelone, Catalogne, 13 septembre 1968), également appelé Santi Millán, est un acteur espagnol.

## Biographie
Ses parents, Antonio Millán et Carmen Montes, ont émigré en Suisse, mais plus tard se sont établis à Barcelone. La vocation interpretative de Santi est née quand il avait 10 ans, avec le groupe de théâtre de son école, CEIP Père Vila.  
Il a étudié à l’École de Théâtre de Barcelone et a saisi une opportunité d'acteur avec le groupe théâtral La Cubana.

## Théâtre

### La Cubana
- 1988 : Cubanas a la carta
- 1989 : Cómeme el coco negro
- 1992 : Cubana Maratón dancing
- 1994-1998 : Cegada de amor

## Filmographie

### Acteur

#### Cinéma
- 1996 : L'amour nuit gravement à la santé : Secretario 1 (en tant que Santiago Millán)
- 2001 : Torrente 2: Misión en Marbella : Fotógrafo (en tant que Santiago)
- 2002 : Lisístrata : Soldado Zeto
- 2002 : Vivancos 3 : Tino
- 2003 : Nudos : Gabino
- 2004 : Amor idiota : Pere-Lluc
- 2004 : Dis moi Oui - Amour, aventure et télé-réalité : Víctor Martínez
- 2005 : Tapas
- 2006 : Tous différents, tous égaux : Rubén
- 2007 : La Cellule de Fermat : Pascal
- 2008 : Rivales : Xavier Rovira
- 2010 : Bruc, la légende (Bruc, el desafío) de Daniel Benmayor (ca) : De la Mata
- 2011 : Any de Gràcia : Pere
- 2011 : Mil cretins : Robin Hood (en tant que Santi Millan)
- 2013 : Solo para dos : Gonzalo
- 2013 : Tasting Menu : Presentador
- 2014 : Dos a la carta
- 2014 : Tú y yo : Policía 1
- 2018 : 10 trets : Bojan

#### Courts-métrages
- 1997 : El beso perfecto
- 2008 : Reacción
- 2013 : Algo concreto

#### Télévision
Séries télévisées
- 1989 : El día por delante : Various Characters (en tant que Santiago Millán)
- 1990 : La parada : Various Characters
- 1991 : Els Grau
- 1992 : Teresina, S.A. : Pepe / Various
- 1999 : Me lo dijo Pérez : Various Characters
- 1999-2000 : La cosa nostra : Paco Montagudo
- 2001 : Jet Lag : Gerard
- 2001 : La columna : Lui-même - Invité
- 2001 : La última noche : Lui-même - Comedian
- 2001-2003 : A pèl : Lui-même - Présentateur
- 2002 : Entre línies : Lui-même
- 2002 : La corriente alterna : Lui-même - Comedian
- 2002 : Periodistas : Pep Portabella
- 2002 : Una altra cosa : Lui-même - Comedian
- 2002-2004 : El club de la comedia : Lui-même - Comedian
- 2002-2009 : Continuarà... : Lui-même
- 2002-2015 : Pasapalabra : Lui-même - Contestant
- 2003 : Vides de pel.lícula : Lui-même - Invité
- 2003-2004 : Lo + plus : Lui-même - Invité
- 2003-2006 : 7 vidas : Sergio Antúnez
- 2004 : Dos rombos : Lui-même - Invité
- 2004 : Homo Zapping : Lui-même
- 2004 : Jo vull ser : Lui-même - Invité
- 2004 : Las cerezas : Lui-même - Invité
- 2004-2009 : El club : Lui-même - Invité
- 2005 : 4 arreplegats : Lui-même - Comedian
- 2005 : Lo Cartanyà : Pepe Ortiz
- 2005 : Sexes : Lui-même - Invité
- 2005 : Silenci? : Lui-même
- 2005 : Splunge : Lui-même
- 2005-2006 : Buenafuente : Lui-même
- 2005-2010 : Caiga Quien Caiga : Lui-même
- 2005-2013 : Els matins a TV3 : Lui-même - Invité
- 2006 : Arucitys : Lui-même - Invité
- 2006 : Channel nº 4 : Lui-même - Invité
- 2006 : Divinos : Álex
- 2006 : El club de Flo : Lui-même - Invité
- 2006 : Los simuladores : Marcos Arévalo
- 2006 : Maracaná 05 : Lui-même - Invité
- 2006 : Noche Hache : Lui-même - Invité
- 2006 : Planeta finito : Lui-même - Invité
- 2006 : TeleMonegal : Lui-même - Invité
- 2006-2007 : La tarda : Lui-même - Invité
- 2006-2008 : No em ratllis! : Lui-même - Invité
- 2007 : D-Calle : Lui-même - Invité
- 2007 : Hermanos & detectives
- 2007 : La cuina de l'Isma : Lui-même - Invité
- 2007 : Nada x aquí : Lui-même - Invité
- 2007 : Polònia : Lui-même
- 2007 : Valor afegit : Lui-même - Invité
- 2007-2008 : Boqueria 357 : Lui-même - Présentateur
- 2007-2008 : Cuestión de sexo : Jorge
- 2007-2011 : Tvist : Lui-même
- 2007-2014 : El Hormiguero : Lui-même - Invité / Lui-même
- 2008 : Lex : Gonzalo Xifré
- 2008 : Versión española : Lui-même - Invité
- 2009 : Disculpin la interrupció : Lui-même
- 2009 : Hora Q : Lui-même - Invité
- 2009 : Saturday Night Live : Lui-même - Présentateur
- 2009 : Ànima : Lui-même
- 2010 : Jo què sé! : Lui-même - Invité
- 2010 : Miradas 2 : Lui-même
- 2010 : Uau! : Lui-même - Présentateur
- 2010-2012 : Cinema 3 : Lui-même
- 2010-2015 : Divendres : Lui-même - Interviewee / Lui-même / Lui-même - Invité
- 2010-2016 : Alguna pregunta més? : Lui-même
- 2011 : Palomitas : Various Characters
- 2011-2015 : El club de la comedia : Lui-même - Comedian
- 2012 : A escena : Lui-même
- 2012 : Días de cine : Lui-même
- 2012 : Sala 33 : Lui-même - Invité
- 2012-2013 : Frágiles : Pablo Morillas
- 2012-2016 : ¡Qué tiempo tan feliz! : Lui-même - Invité
- 2013 : 8 al dia : Lui-même - Invité
- 2013 : Bestiari il·lustrat : Lui-même
- 2013 : Generació digital : Lui-même - Invité
- 2013 : La partida de TV3 : Lui-même - Contestant
- 2013 : No t'ho perdis : Lui-même
- 2013 : Àrtic : Lui-même
- 2014 : Hable con ellas en Telecinco : Lui-même - Invité
- 2014 : Sinvergüenzas : Santi Millán
- 2014-2016 : Chiringuito de Pepe : Sergi Roca
- 2015 : El mur : Lui-même - Présentateur
- 2015 : Sopa de Gansos : Lui-même
- 2016 : Mis ex novias
- 2016-2017 : Got Talent - España : Lui-même - Présentateur
- 2017 : Dani & Flo : Lui-même - Interviewee / Lui-même - Invité
- 2017 : Me lo dices o me lo cantas : Lui-même - Jury Member

Téléfilms
- 1990 : Cómeme el coco, negro
- 1990 : Núria a la carta
- 1992 : Cubana Marathon Dancing : Various Characters
- 1996 : La marató de TV3 : Jaime Blanchard
- 1998 : Cegada de amor : Jean-François / Jaime Blanchard / Josele Heredia / ...
- 1999 : Això s'acaba : Paco Montagudo
- 1999 : Defecte 2000 : Paco Montagudo
- 2000 : Catalans a la romana : Quint Globus
- 2000 : La Marató 2000 : Paco Montagudo
- 2001 : Em sembla recordar que t'estimo però no t'ho podria assegurar : Lui-même
- 2002 : 49º edición de los premios Ondas : Lui-même
- 2003 : Haz el humor y no la guerra : Lui-même
- 2004 : La nit de 'Balseros' : Lui-même - Co-Présentateur
- 2004 : Nuestra mejor canción. La gran final : Lui-même
- 2004 : Nuestra mejor canción : Lui-même
- 2005 : Del sud a Catalunya: Testimonis d'una immigració : Lui-même
- 2005 : VII premios ATV : Lui-même
- 2006 : La Cubana 25 anys : Various Characters
- 2006 : V premis Barcelona de cinema : Lui-même
- 2007 : Misión 2... 007 con El Neng : Lui-même
- 2007 : Premios Ondas '07 : Lui-même
- 2007 : Sexo en el plató : Lui-même
- 2008 : Il·lusiona't amb el Mag Lari : Lui-même
- 2008 : La nit del cor : Lui-même - Présentateur
- 2009 : El disco del año 09 : Lui-même
- 2009 : La Marató 2009 : Lui-même
- 2010 : El disco del año 10 : Lui-même
- 2011 : La Trinca: biografia no autoritzada : Sergent Infanteria
- 2016 : Los40 Music Awards 2016 : Lui-même - Présentateur
- 2016 : VIII Premis Gaudí de l'Acadèmia del Cinema Català : Lui-même - Présentateur: Best Cinematography & Best Film Editing
- 2017 : Los40 Music Awards 2017 : Lui-même - Présentateur
- 2022 : Machos alfa : Patrick

### Réalisateur

#### Télévision
Séries télévisées
- 2001-2003 : A pèl
- 2007-2008 : Boqueria 357
- 2010 : Uau!
- 2014 : Sinvergüenzas

Téléfilms
- 2008 : La nit del cor

### Producteur

#### Cinéma
- 2014 : El reto de Eva

#### Télévision
Séries télévisées
- 2006 : Divinos

### Scénariste

#### Télévision
Séries télévisées
- 2001-2003 : A pèl

Téléfilms
- 1992 : Cubana Marathon Dancing

## Radio

### El Terrat
- "Total, guanyarà Tom Hanks", Cadena Ser (2001)
- "Estem Arreglats", Cadena Ser